# Aurelia Favre
Aurelia Favre (* 9. Dezember 1949 in Basel) ist eine ehemalige Schweizer Politikerin (SP).

## Leben und Wirken
Aurelia Favre wurde als ältestes von drei Kindern in Basel geboren und wuchs in Basel und in Frauenfeld auf. Nach einer Lehre als Telefonistin arbeitete sie u. a. als Redaktorin bei der Winterthurer Arbeiterzeitung. 1983 trat sie der Sozialdemokratischen Partei bei und war eine Mitbegründerin der SP-Frauengruppe. Favre war Gewerkschaftssekretärin bei der Gewerkschaft Verkauf Handel Transport Lebensmittel. 1989 wurde sie in den Zürcher Kantonsrat gewählt. Neben der Politik zog sie zwei Kinder gross und war auch ehrenamtlich in der Stadt Winterthur tätig. 
1994 wurde sie als erste Frau in den Stadtrat von Winterthur gewählt. Dort übernahm sie als Nachfolgerin von Walter Ryser (SP) das Departement Schule und Sport. Gleichzeitig war sie Präsidentin des Schulrates. Während ihrer Amtszeit war sie für eine Reihe von Grossprojekten verantwortlich. Im Dezember 2000 gab sie ihren Rücktritt bekannt. Ihre Nachfolge trat schliesslich Pearl Pedergnana (SP) an. Vorausgegangen war dieser Wahl ein zähes Ringen zwischen SVP und SP um den frei werdenden Sitz im Stadtrat von Winterthur.
Aurelia Favre wohnt in der Winterthurer Altstadt, wo sich auch ihr Atelier befindet.